# Emma Danieli
Emma Danieli (14 de octubre de 1936–21 de junio de 1998) fue una actriz y personalidad televisiva italiana.

## Carrera
Nacida en Curtatone, Mantua como Emma Fretta, Danieli empezó su carrera como actriz a una temprana edad apareciendo en comerciales de televisión. Después de ganar un concurso de belleza, hizo su debut en el cine en 1953 en la película de antología Siamo donne. Tras una década de actuar esporádicamente en cine, Danieli empezó a aparecer en producciones de televisión, donde fue presentadora de programas de variedades y actriz en series y películas para televisión. También actuó en teatro. Danieli estuvo casada con el director de cine Franco Morabito.

## Filmografía seleccionada
- We, the Women (1953)
- Doctor Antonio (1954)
- Devil's Cavaliers (1959)
- The Corsican Brothers (1961)
- Guns of the Black Witch (1961)
- The Last Man on Earth (1964)
- Slalom (1965)
- God's Thunder (1965)
- The Spy Who Loved Flowers (1966)
- Spies Strike Silently (1966)
- Commissariato di notturna (1974)